# Pohár mistrů (florbal)

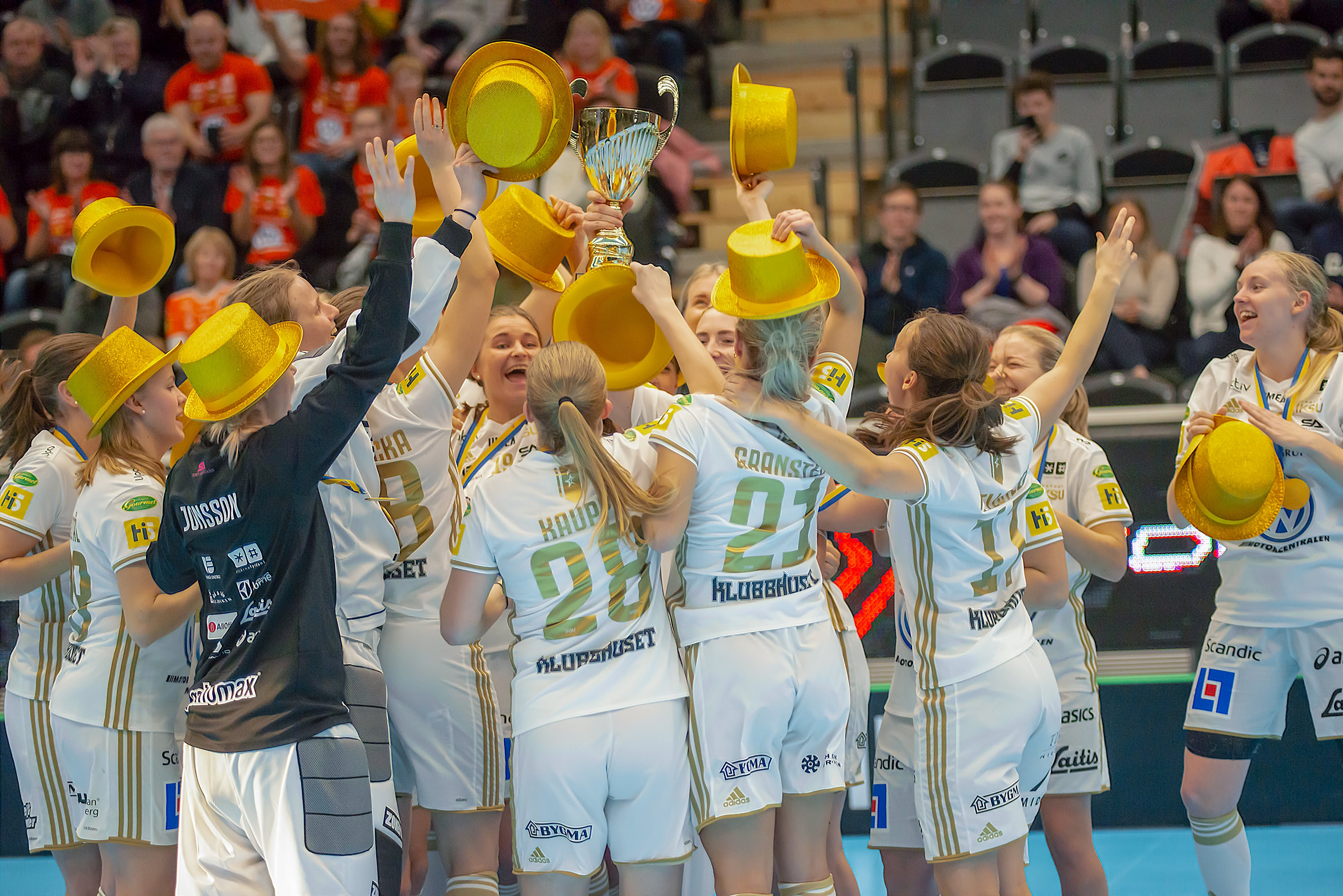
Rekordní sedminásobný vítěz turnaje, ženský tým IKSU, po poslední výhře v roce 2019

Pohár mistrů (anglicky Champions Cup) je florbalový turnaj pořádaný Mezinárodní florbalovou federací (IFF) pro nejlepší kluby soutěží čtyřech nejlepších florbalových zemí, tedy Švédska, Česka, Finska a Švýcarska. Turnaj se vrcholí každý rok v lednu pro mužské i ženské týmy, které zvítězily v předchozí sezóně ve svých národních ligových a pohárových soutěžích. Od ročníku 2024 má každá země čtyři zástupce. Celkem se tedy turnaje účastní šestnáct týmů.

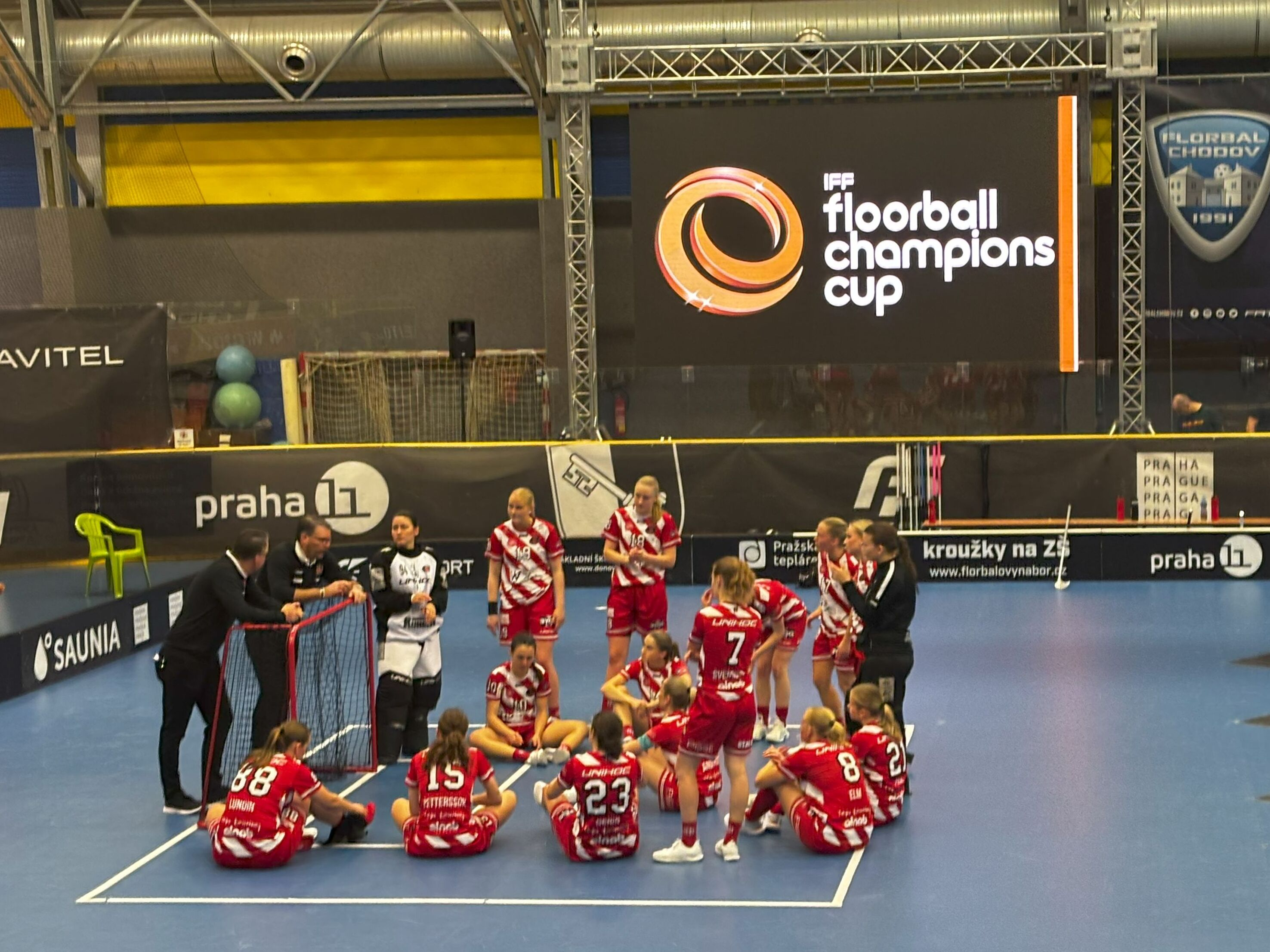
Ženský tým Pixbo IBK v roce 2024 před logem turnaje

V různých podobách se turnajů hrálo 30, naposledy v sezóně 2024/2025. První turnaj se konal v roce 1993. Nejvíce vítězství mají švédské týmy, které vyhrály v mužské kategorii ve 24 ročnících a v ženské ve 25. Mezi týmy jsou nejúspěšnější švédští IBF Falun s pěti vítězstvími v mužské kategorii a IKSU se sedmi v ženské. V roce 2025 poprvé zvítězili muži i ženy stejného klubu – Pixbo IBK.

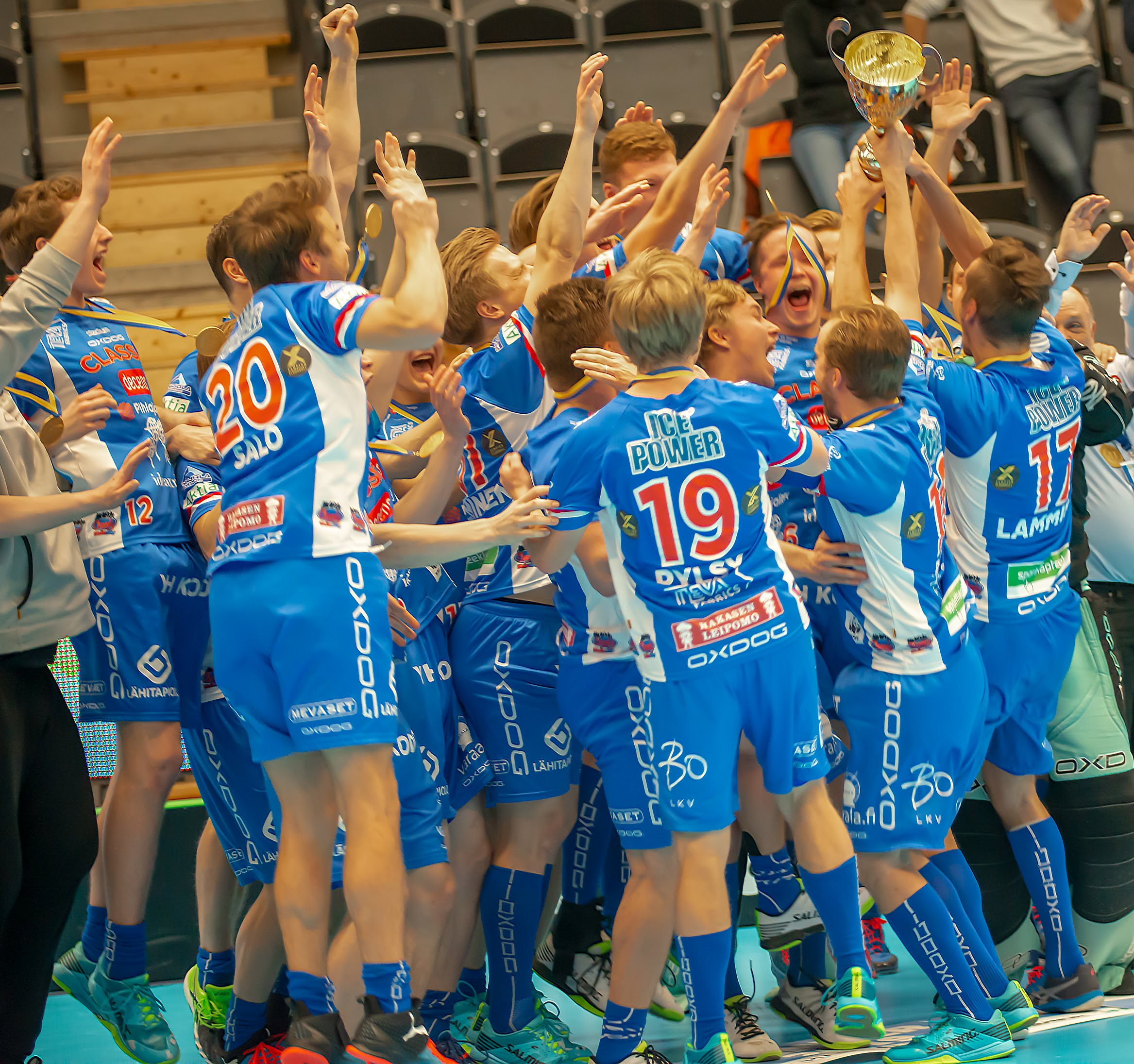
Mužský tým Classic, vítěz turnaje v roce 2019

České týmy se účastnily většiny dosavadních turnajů, s výjimkou prvního v roce 1993 a roku 2001. Největším úspěchem českých mužů je první místo Tatranu Střešovice v roce 2024. Druhé místo získaly týmy 1. SC Vítkovice v roce 2010, Tatran v roce 2011 a Florbal MB v roce 2025. Mezi ženami získaly Vítkovice druhé místo v letech 2014 a 2019.

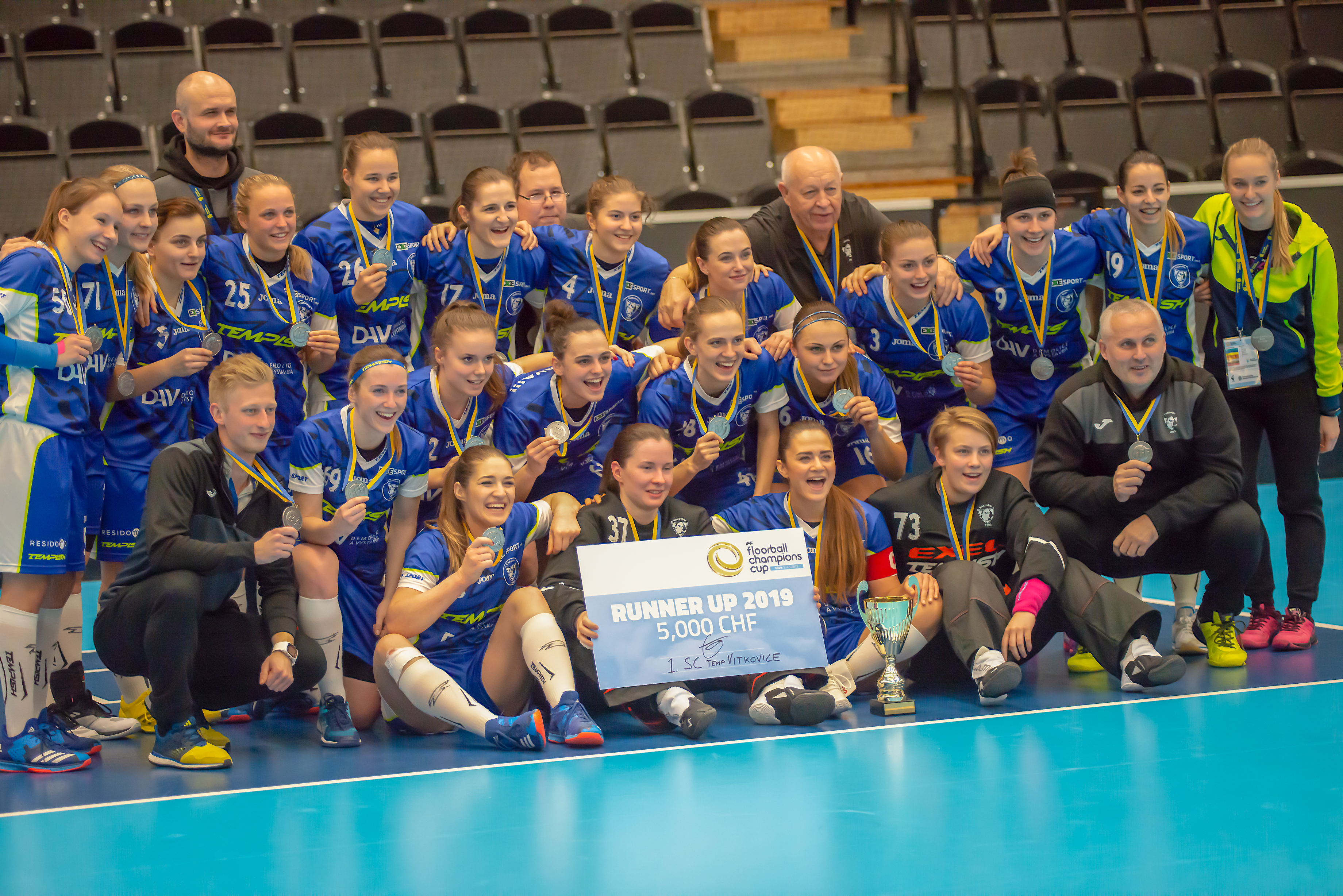
Ženský tým 1. SC Vítkovice, stříbrný medailista z roku 2019

Pro kluby dalších evropských zemí se pořádají samostatné turnaje, EuroFloorball Cup pro země na páté až desáté příčce a EuroFloorball Challenge pro týmy z ostatních zemí.

## Systém turnaje
Od turnaje v roce 2024 se účastní dva ženské a dva mužské týmy za každou ze čtyř nejlepších florbalových zemí, tedy Švédska, Česka, Finska a Švýcarska. V první řadě jsou to vítězové nejvyšších národních ligových soutěží. Účastní se tedy vítězové finské F-liiga (mužů i žen), švédské Svenska Superligan (mužů i žen), české Superligy florbalu a Extraligy žen a švýcarské Unihockey Prime League (mužů i žen). Druzí zástupci jsou vítězové národních pohárových soutěží. Za Česko je to tedy vítěz Poháru Českého florbalu. Pokud je vítěz ligy a poháru stejný, právo účasti je postoupeno vicemistru poháru (Švédsko) nebo ligy (ostatní země).

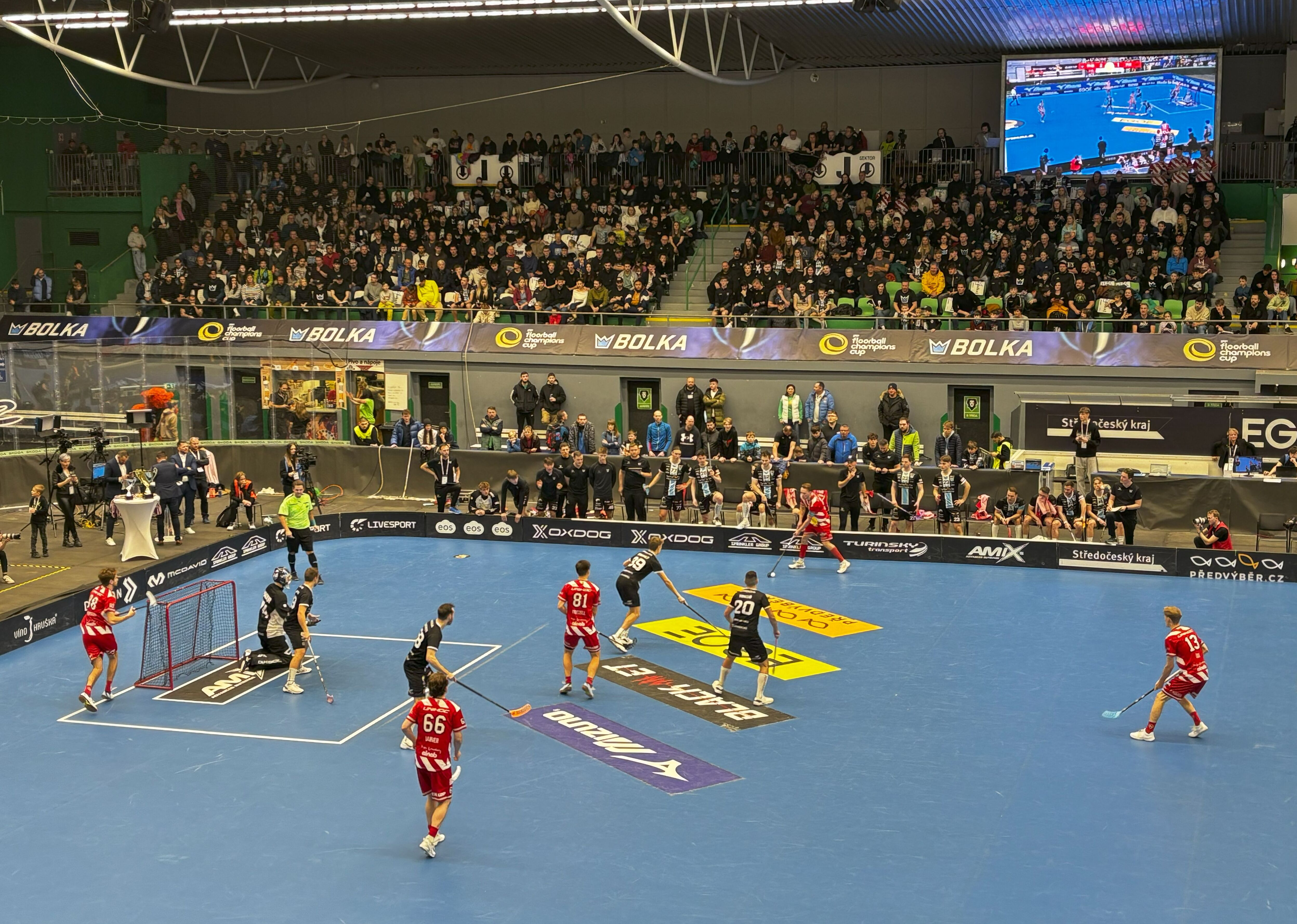
Finálový zápas Florbal MB – Pixbo IBK v Mladé Boleslavi v roce 2025

Turnaj se hraje vyřazovacím systémem, zahájeným se začátkem florbalové sezóny na konci léta. Ve čtvrtfinále a semifinále hraje každá dvojice dva zápasy. Každý tým pořádá jeden, nebo se protivníci mohou domluvit na uspořádání obou zápasů na jednom místě. Pokud každý tým zvítězí v jednom zápase (nebo oba skončí remízou), následuje po druhém zápase prodloužení a případně nájezdy. Čtvrtfinále proti sobě hrají zástupci Švédska a Finska (severní konference) a Česka a Švýcarska (jižní konference), přičemž dvojici tvoří vítěz ligy jedné země a vítěz poháru (případně vicemistr) druhé země. První zápas pořádá vítěz poháru, druhý pak vítěz ligy. Soupeři pro semifinále se losují. Ve finále se hraje jeden zápas konaný začátkem kalendářního roku.

## Historie turnaje
První mezinárodní klubový turnaj byl European Cup, který se poprvé hrál v roce 1993. O účast v turnaji se pořádaly kvalifikace. V Česku se kvalifikace konaly v rámci turnaje Czech Open. Celý turnaj se konal na jednom místě v průběhu několika dní. O pořadatelství se střídaly soutěžící země. V Česku se European Cup hrál v roce 2003 v Praze a Liberci a v roce 2006 v Ostravě.
Od roku 2008 se soutěž hrála pod novým názvem EuroFloorball Cup (česky Pohár mistrů evropských zemí).
V roce 2011 se turnaj rozdělil na Champions Cup pro šest týmů a EuroFloorball Cup pro ostatní. Champions Cup hrály týmy nejlepších čtyřech zemí a vítěz EuroFloorball Cupu. Pořadatelská země měla týmy dva. Na všech turnajích s tímto systémem hrály týmy Česka, Finska, Švédska a Švýcarska. Tyto země se i střídaly o pořádání. První turnaj v tomto formátu se konal v Mladé Boleslavi. Ta ho znovu pořádala v roce 2015, a v roce 2020 se konal v Ostravě. Jako šestí zástupci se mezi muži v různých ročnících vystřídaly týmy z Lotyšska, Německa a Norska. Mezi ženami to byly týmy z Lotyšska, Norska a Ruska. Do roku 2014 se turnaj hrál systémem dvou skupin, ze kterých nejlepší týmy postoupily do semifinále play-off. V tomto formátu turnaj trval pět dní. Od roku 2015 se hrálo rovnou čtvrtfinále play-off a turnaj se zkrátil na tři dny.
K další změně došlo v roce 2019, kdy se turnaj dále rozdělil na Champions Cup pro týmy ze čtyřech nejlepších zemí a EuroFloorball Cup a EuroFloorball Challenge pro ostatní. V tomto formátu se dvojice pro semifinále Champions Cup losovaly, vítězové postoupily do finále a poražení hrály o bronz. Zároveň se turnaj dále zkrátil na dva dny a došlo ke změně termínu z října na leden dalšího roku. Z tohoto důvodu se v kalendářním roce 2018 turnaj nepořádal.
Kvůli pandemii covidu-19 byly zrušeny turnaje v letech 2021 a 2022.
Nový systém se čtyřmi účastníky z každé země a zápasy pořádanými kluby v domácím prostředí se poprvé hrál v ročníku 2024. V tomto roce poprvé zvítězil v mužském turnaji český tým, Tatran Střešovice, ve finále pořádaném v Praze. Turnaj v tomto formátu byl odsouhlasen na dva roky a další budoucnost je nejistá.

## Přehled ročníků

### Mužský turnaj
| Turnaj                   | Pořadatel               | Úč. | Vítěz             | Český zástupce            | Poř. | Web | Reference     |
| ------------------------ | ----------------------- | --- | ----------------- | ------------------------- | ---- | --- | ------------- |
| European Cup 1993        | Stockholm               | 6   | Balrog IK         | –                         |      | Web | [ 19 ] [ 20 ] |
| European Cup 1994        | Chur                    | 8   | Balrog IK         | Tatran Střešovice         | 4.   | Web | [ 19 ]        |
| European Cup 1995        | Karlstad                | 8   | Kista IBK         | Tatran Střešovice         | 6.   | Web | [ 19 ]        |
| European Cup 1996        | Stockholm               | 8   | Balrog IK         | 1. SC Vítkovice           | 6.   | Web | [ 19 ]        |
| European Cup 1997        | Stockholm               | 12  | Fornudden IB      | 1. SC Vítkovice           | 5.   | Web | [ 19 ]        |
| European Cup 1998        | Helsinky                | 11  | Warbergs IC-85    | Tatran Střešovice         | 6.   | Web | [ 19 ]        |
| European Cup 1999        | Bern, Sarnen, Zuchwil   | 8   | Warbergs IC-85    | Tatran Střešovice         | 4.   | Web | [ 19 ]        |
| European Cup 00/01       | Göteborg                | 8   | Helsingfors IFK   | –                         |      | Web | [ 19 ] [ 23 ] |
| European Cup 01/02       | Solna, Botkyrka         | 8   | Haninge IBK       | Tatran Střešovice         | 5.   | Web | [ 19 ]        |
| European Cup 02/03       | Praha                   | 8   | Haninge IBK       | Tatran Střešovice         | 5.   | Web | [ 24 ] [ 25 ] |
| European Cup 03/04       | Weißenfels, Hohenmölsen | 8   | Pixbo Wallenstam  | Tatran Střešovice         | 6.   | Web | [ 26 ] [ 27 ] |
| European Cup 04/05       | Curych, Adliswil        | 8   | SV Wiler-Ersigen  | Tatran Střešovice         | 5.   | Web | [ 28 ] [ 29 ] |
| European Cup 05/06       | Ostrava                 | 8   | Warbergs IC-85    | Tatran Techtex Střešovice | 4.   | Web | [ 30 ]        |
| European Cup 06/07       | Warberg                 | 8   | AIK               | Tatran Střešovice         | 5.   | Web | [ 31 ]        |
| Euro Floorball Cup 07/08 | Vantaa                  | 8   | AIK               | Tatran Střešovice         | 4.   | Web | [ 32 ]        |
| Euro Floorball Cup 2008  | Winterthur              | 8   | AIK               | Tatran Střešovice         | 6.   | Web | [ 33 ]        |
| Euro Floorball Cup 2009  | Frederikshavn           | 8   | SSV Helsinki      | 1. SC Vítkovice           | 5.   | Web | [ 34 ]        |
| Euro Floorball Cup 2010  | Valmiera, Koceni        | 8   | Storvreta IBK     | 1. SC WOOW Vítkovice      | 2.   | Web | [ 7 ]         |
| Pohár mistrů 2011        | Mladá Boleslav          | 6   | SSV Helsinki      | Tatran Omlux Střešovice   | 2.   | Web | [ 8 ] [ 35 ]  |
| Pohár mistrů 2011        | Mladá Boleslav          | 6   | SSV Helsinki      | Billy Boy Mladá Boleslav  | 5.   | Web | [ 8 ] [ 35 ]  |
| Pohár mistrů 2012        | Umeå                    | 6   | Storvreta IBK     | Tatran Střešovice         | 4.   | Web | [ 36 ] [ 37 ] |
| Pohár mistrů 2013        | Tampere                 | 6   | IBF Falun         | 1. SC Vítkovice           | 5.   | Web | [ 38 ]        |
| Pohár mistrů 2014        | Curych                  | 6   | IBF Falun         | 1. SC Vítkovice           | 6.   | Web | [ 9 ]         |
| Pohár mistrů 2015        | Mladá Boleslav          | 6   | IBF Falun         | Tatran Střešovice         | 3.   | Web | [ 39 ] [ 40 ] |
| Pohár mistrů 2015        | Mladá Boleslav          | 6   | IBF Falun         | Florbal MB                | 5.   | Web | [ 39 ] [ 40 ] |
| Pohár mistrů 2016        | Borås                   | 6   | Storvreta IBK     | Florbal Chodov            | 3.   | Web | [ 41 ]        |
| Pohár mistrů 2017        | Seinäjoki               | 6   | IBF Falun         | Florbal Chodov            | 4.   | Web | [ 42 ]        |
| Pohár mistrů 2019        | Gävle                   | 4   | Classic Tampere   | Technology Florbal MB     | 4.   | Web | [ 4 ]         |
| Pohár mistrů 2020        | Ostrava                 | 4   | Storvreta IBK     | 1. SC Vítkovice           | 4.   | Web | [ 43 ] [ 44 ] |
| Pohár mistrů 2021        | Winterthur              | 4   | zrušeno           | Florbal MB                | –    | Web | [ 21 ]        |
| Pohár mistrů 2022        | Winterthur              | 4   | zrušeno           | Florbal MB                | –    | Web | [ 22 ]        |
| Pohár mistrů 2023        | Lempäälä                | 4   | IBF Falun         | Florbal MB                | 3.   | Web | [ 45 ] [ 46 ] |
| Pohár mistrů 2024        | Praha                   | 8   | Tatran Střešovice | Tatran Střešovice         | 1.   | Web | [ 6 ] [ 47 ]  |
| Pohár mistrů 2024        | Praha                   | 8   | Tatran Střešovice | FbŠ Bohemians             | čf.  | Web | [ 6 ] [ 47 ]  |
| Pohár mistrů 2025        | Mladá Boleslav          | 8   | Pixbo IBK         | Tatran Střešovice         | čf.  | Web | [ 5 ]         |
| Pohár mistrů 2025        | Mladá Boleslav          | 8   | Pixbo IBK         | Florbal MB                | 2.   | Web | [ 5 ]         |

### Ženský turnaj
| Turnaj                   | Pořadatel        | Úč. | Vítěz               | Český zástupce          | Poř. | Web | Reference            |
| ------------------------ | ---------------- | --- | ------------------- | ----------------------- | ---- | --- | -------------------- |
| European Cup 1993        | Helsinky         | 4   | VK Rasket           | –                       |      | Web | [ 14 ] [ 19 ] [ 20 ] |
| European Cup 1994        | Chur             | 4   | Sjöstad IF          | –                       |      | Web | [ 14 ] [ 19 ]        |
| European Cup 1995        | Karlstad         |     | Sjöstad IF          | Tatran Střešovice       | 6.   | Web | [ 14 ] [ 19 ]        |
| European Cup 1996        | Stockholm        | 8   | Högdalens AIS       | Tatran Střešovice       | 6.   | Web | [ 14 ] [ 19 ]        |
| European Cup 1997        | Stockholm        | 8   | Högdalens AIS       | Tatran Střešovice       | 5.   | Web | [ 14 ] [ 19 ]        |
| European Cup 1998        | Helsinky, Vantaa | 6   | Högdalens AIS       | Tatran Střešovice       | 5.   | Web | [ 14 ] [ 19 ]        |
| European Cup 1999        | Bern, Winterthur | 8   | Tapanilan Erä       | Tatran Střešovice       | 3.   | Web | [ 14 ] [ 19 ] [ 23 ] |
| European Cup 00/01       | Göteborg         | 8   | Balrog IK           | –                       |      | Web | [ 14 ] [ 19 ] [ 23 ] |
| European Cup 01/02       | Botkyrka, Solna  | 8   | Balrog IK           | Crazy Girls Liberec     | 5.   | Web | [ 14 ] [ 19 ]        |
| European Cup 02/03       | Praha, Liberec   | 8   | Balrog IK           | Crazy Girls Liberec     | 6.   | Web | [ 24 ] [ 25 ]        |
| European Cup 03/04       | Weißenfels, ...  | 8   | SC Classic          | FBC Liberec             | 4.   | Web | [ 48 ]               |
| European Cup 04/05       | Curych, Adliswil | 8   | Red Ants Rychenberg | FBC Liberec             | 5.   | Web | [ 49 ] [ 50 ]        |
| European Cup 05/06       | Ostrava          | 8   | IKSU                | FBC Liberec             | 4.   | Web | [ 30 ]               |
| European Cup 06/07       | Warberg          | 8   | UHC Dietlikon       | FBC Liberec             | 4.   | Web | [ 51 ]               |
| Euro Floorball Cup 07/08 | Vantaa           | 8   | UHC Dietlikon       | HFK Děkanka             | 3.   | Web | [ 52 ]               |
| Euro Floorball Cup 2008  | Winterthur       | 8   | IKSU                | HFK Děkanka             | 4.   | Web | [ 33 ]               |
| Euro Floorball Cup 2009  | Frederikshavn    | 8   | IKSU                | FK Tigers Jižní Město   | 3.   | Web | [ 53 ]               |
| Euro Floorball Cup 2010  | Valmiera, Koceni | 8   | IKSU                | Herbadent SJM           | 5.   | Web | [ 7 ]                |
| Pohár mistrů 2011        | Mladá Boleslav   | 6   | IF Djurgådens IBF   | Herbadent Praha SJM     | 4.   | Web | [ 54 ] [ 55 ]        |
| Pohár mistrů 2011        | Mladá Boleslav   | 6   | IF Djurgådens IBF   | FbŠ Ropro Bohemians     | 6.   | Web | [ 54 ] [ 55 ]        |
| Pohár mistrů 2012        | Umeå             | 6   | IKSU                | Herbadent SJM           | 4.   | Web | [ 37 ]               |
| Pohár mistrů 2013        | Tampere          | 6   | Rönnby IBK          | Herbadent SJM Praha 11  | 5.   | Web | [ 38 ]               |
| Pohár mistrů 2014        | Curych           | 6   | Djurgårdens IF IBF  | 1. SC Vítkovice         | 2.   | Web | [ 9 ]                |
| Pohár mistrů 2015        | Mladá Boleslav   | 6   | KAIS Mora IF        | Florbal Chodov          | 4.   | Web | [ 56 ]               |
| Pohár mistrů 2015        | Mladá Boleslav   | 6   | KAIS Mora IF        | Herbadent Praha 11 SJM  | 5.   | Web | [ 56 ]               |
| Pohár mistrů 2016        | Borås            | 6   | Pixbo Wallenstam    | 1. SC Vítkovice         | 3.   | Web | [ 41 ]               |
| Pohár mistrů 2017        | Seinäjoki        | 6   | IKSU                | Tigers Jižní Město      | 5.   | Web | [ 42 ]               |
| Pohár mistrů 2019        | Gävle            | 4   | IKSU                | 1. SC TEMPISH Vítkovice | 2.   | Web | [ 4 ] [ 57 ]         |
| Pohár mistrů 2020        | Ostrava          | 4   | Täby FC             | 1. SC Vítkovice         | 3.   | Web | [ 43 ] [ 44 ]        |
| Pohár mistrů 2021        | Winterthur       | 4   | zrušeno             | 1. SC TEMPISH Vítkovice | –    | Web | [ 21 ]               |
| Pohár mistrů 2022        | Winterthur       | 4   | zrušeno             | 1. SC Vítkovice         | –    | Web | [ 22 ]               |
| Pohár mistrů 2023        | Lempäälä         | 4   | Team Thorengruppen  | FBC Ostrava             | 3.   | Web | [ 45 ] [ 58 ]        |
| Pohár mistrů 2024        | Mölnlycke        | 8   | Thorengruppen IBK   | 1. SC Vítkovice         | čf.  | Web | [ 59 ] [ 60 ]        |
| Pohár mistrů 2024        | Mölnlycke        | 8   | Thorengruppen IBK   | FBC Ostrava             | čf.  | Web | [ 59 ] [ 60 ]        |
| Pohár mistrů 2025        | Umeå             | 8   | Pixbo IBK           | 1. SC Vítkovice         | sf.  | Web | [ 5 ]                |
| Pohár mistrů 2025        | Umeå             | 8   | Pixbo IBK           | Florbal Chodov          | sf.  | Web | [ 5 ]                |

## Čeští finalisté v zahraničních týmech
Prvním českým vítězem Poháru mistrů byl v roce 2011 David Rytych, který s finským mistrem SSV Helsinki porazil Tatran Střešovice a byl zařazen do All Star týmu turnaje. Z hráčů v poli se do finále poprvé v zahraničním týmu probojoval o rok později Milan Tomašík se švédským IBK Dalen. Tomašík se ovšem hned na začátku zápasu zranil a Dalen prohrál. Sám Tomašík ale již stříbro získal o dva roky dříve s 1. SC Vítkovice (kdy byl zařazen do All Star týmu) a v roce 2025 jako kapitán Florbal MB.
První českou vítězkou byla v roce 2015 Tereza Urbánková s finským týmem KAIS Mora IF. Urbánková ovšem do finálového zápasu zasáhla jen na konci za již rozhodnutého stavu. Plnohodnotného vítězství dosáhla o rok později Eliška Krupnová za také švédský Pixbo IBK. I Krupnová byla zařazena do All Star týmu.
- Hana Koníčková ( Kloten-Dietlikon Jets – 2020 )
- Eliška Krupnová ( Pixbo IBK – 2016 , 2024 )
- Natálie Martináková ( UHC Kloten-Dietlikon Jets – 2020 )
- David Rytych ( SSV Helsinki – 2011 )
- Daniel Šebek ( SV Wiler-Ersigen – 2015 )
- Magdalena Šindelová ( Tikkurilan Tiikerien – 2005/2006 )
- Milan Tomašík ( IBK Dalen – 2012 )
- Tereza Urbánková ( KAIS Mora IF – 2015 )